# Тимошка армия (1885)
Вижте пояснителната страница за други значения на Тимошка армия.
Тимошката армия е оперативна групировка, сформирана от сръбското върховно командване в навечерието на Сръбско-българската война от 1885 година с цел да окупира Северозападна България (Видин, Белоградчик, Берковица) и да предотврати българско настъпление в Източна Сърбия, докато главните сръбски сили се спуснат от долината на Нишава в Софийското поле и завземат българската столица.

## Състав
Армията наброява близо 15 000 души с 16 оръдия, разпределени в 23 пехотни батальона (в т. ч. 7 батальона от така наречената „активна“ войска, преминала през редовно обучение, и 16 батальона II призив – опълченци), 3 батареи полева и планинска артилерия, кавалерийски, инженерни, санитарни и обозни части.
Общ командир на тези войски е генерал Милойко Лешанин. Началник на щаба е полковник Радован Милетич. Към 15 октомври, когато крал Милан издава указа за образуване на Тимошката армия, голяма част от нея е събрана на източната граница, но при избухването на войната на 2 ноември мобилизацията и съсредоточаването все още не са приключили.

## Боен ред и бойни действия
Ядрото на Тимошката армия е Тимошката дивизия, която обединява III и XIII активен полк, батальон от VIII активен полк, три ескадрона, две полеви батареи, пионерна рота и нестроеви части с обща численост от над 7500 души начело с полковник Илия Джукнич. В началото на войната дивизията нахлува на българска територия откъм Зайчар, разбива българите при Кула (на 4 ноември), а по-късно обсажда Видин (12 ноември).
На северния и южния фланг на Тимошката дивизия са разположени опълченските части. На север, при Неготин срещу Брегово, се намира Тимошкият отряд – I и IX полк II призив под общото командване на подполковник Михайло Динич, който също взема участие в операциите срещу Видин.
На юг, при Кадъбоаз, е Белоградчишкият отряд, в който влизат XIV полк II призив и една планинска батарея начело с полковник Пао Путник. Предназначението му е да овладее крепостта Белоградчик. Разгромен е от българите на 6 ноември на подстъпите към града.